# Кубок СССР по современному пятиборью 1981
Кубок СССР по современному пятиборью среди мужчин проводился в столице  Киргизская ССР городе Фрунзе с 20 по 24 сентября 1981 года.
На турнире награды разыгрывались в личном первенстве.

## Кубок СССР. Мужчины. Личное первенство
Победитель и призёры.
| Дисциплина        | Золото                                                | Серебро                                  | Бронза                                         |
| Личное первенство | А. Тарев · Киргизская ССР · Фрунзе · Вооруженные Силы | С. Государев · РСФСР · Куйбышев · Урожай | В. Филипенко · РСФСР · Ленинград · Буревестник |

* Итоговые результаты.
| Место | Спортсмен    | Республика, город, спортивное общество   | Сумма очков |
| ----- | ------------ | ---------------------------------------- | ----------- |
| 1.    | А. Тарев     | Фрунзе Киргизская ССР · Вооруженные Силы | 5586        |
| 2.    | С. Государев | Куйбышев РСФСР · Урожай                  | 5469        |
| 3.    | В. Филипенко | Ленинград Буревестник                    | 5308        |

Результаты победителя.
| Место | Спортсмен                                           | Возраст | Фехтование | Конкур | Стрельба очки/результат | Плавание очки/результат | Бег очки/результат | Сумма |
| 1     | Александр Тарев · Киргизская ССР · Вооруженные Силы | 26 лет  | 1100       | 1070   | 1022/195                | 1220/3.26,3             | 1174/13.17,0       | 5586  |

 Фехтование. 20 сентября 1981 г.
Лучшим в фехтовании стал Александр Тарев — 1100 очков. Второе место занял Тимур Досымбетов — 1044 оч. Группа молодых пятиборцев С. Уваров (Смоленск), Е. Зинковский (Уфа), С. Государев (Куйбышев) в этом сложном упражнении набрала более 900 очков.
| Место | Спортсмен                              | Очки |
| ----- | -------------------------------------- | ---- |
| 1.    | А. Тарев · Киргизская ССР · Вс         | 1100 |
| 2.    | Т. Досымбетов · Казахская ССР · Динамо | 1044 |
| 3.    | В. Филипенко Ленинград Буревестник     | 1000 |

 Верховая езда. 21 сентября 1981 года.
После двух видов Тарев является безоговорочным лидером соревнований, он проехал на лошади маршрут с одним повалом — 1070 очков.
' Плавание. 22 сентября 1981 г. 50 метровый бассейн.
В плавании на дистанции 300 м отличился бывший пловец (серебряный призёр Олимпийских игр 1976 года в эстафете 4х200 вольным стилем) В. Михеев, он показал время 3.12,0. (1336 очков). Тарев проплыл дистанции за 3.26,3.
| Место | Спортсмен  | Республика, город              | Результат/Очки |
| ----- | ---------- | ------------------------------ | -------------- |
| 1.    | В. Михеев  | Москва · Вс                    | 3.12,0/1336    |
| 2.    | А. Худяков | Азербайджанская ССР · Нефтяник | 3.16,6/1300    |
| 3.    | В. Кицерас | Ленинград ВС                   | 3.21,6/1260    |

 Стрельба. 23 сентября 1981 г.
Стрельба принесла редкий успех Виктору Кириенко (Киев, ВС). Он выбил 200 из 200 возможных. В этом упражнении уровень результатов оказался очень высоким, двое выбили по 199 и ещё 7 спортсменов по 197 очков.
Первую строчку в протоколе после четырёх видов сохранил Александр Тарев, показавший в тире результат — 195 очков.
| Место | Спортсмен   | Республика, город   | Результат/Очки |
| ----- | ----------- | ------------------- | -------------- |
| 1.    | В. Кириенко | Украинская ССР · ВС | 200/1132       |
| 2.    | С. Уваров   | РСФСР · Динамо      | 199/1110       |
| 3.    | И. Андреев  | Москва · Динамо     | 199/1110       |

 Бег. 24 сентября 1981 г.
Легкоатлетический кросс по пересеченной местности. Дистанция 4000 м.
В беге, как и предполагалось, самым быстрым стал Сергей Государев (Куйбышев, Урожай). Он единственный из пятиборцев закончил дистанции быстрее 13 мин. — 12.54,0 (1243 очка). Лидер соревнований Александр Тарев пробежал за 13.17,0 и стал победителем Кубка СССР в личном первенстве с гроссмейстерской суммой — 5586 очков. Сергей Государев, за счет быстрого бега, завоевал серебряную медаль.

## Итоги чемпионата
- Итоговые результаты.

| Место | Спортсмен        | Республика город         | Спортивная организация | Сумма очков |
| ----- | ---------------- | ------------------------ | ---------------------- | ----------- |
| 1.    | Александр Тарев  | Киргизская ССР · Фрунзе  | Вооруженные Силы       | 5586        |
| 2.    | Сергей Государев | РСФСР · Куйбышев         | Урожай                 | 5469        |
| 3.    | Виктор Филипенко | РСФСР · Ленинград        | Буревестник            | 5308        |
| 4.    | Тимур Досымбетов | Казахская ССР · Алма-Ата | Динамо                 | 5302        |
| 5.    | Никита Ярошенко  | Москва ·                 | Зенит                  | 5282        |
| 6.    | Алексей Пальянов | РСФСР · Смоленск         | Динамо                 | 5278        |

## Кубок СССР. Мужчины. Командное первенство
| Дисциплина        | Золото                                                   | Серебро       | Бронза           |
| Личное первенство | Динамо Т. Досымбетов А. Пальянов А. Юрковецкий Э. Баянов | ДСО Профсоюзы | Вооруженные Силы |

- Итоговые результаты.

| Место | Спортсмен        | Спортивное общество                               | Сумма очков |
| ----- | ---------------- | ------------------------------------------------- | ----------- |
| 1.    | Динамо           | Т. Досымбетов А. Пальянов А. Юрковецкий Э. Баянов | 26 000      |
| 2.    | ДСО ПРофсоюзы    |                                                   | 25 042      |
| 3.    | Вооруженные Силы |                                                   | 24 748      |